# 魍魉
魍魎（？—？，臺灣話：-{}-）是中國傳說中的一种妖怪，本為顓頊幼子，後來成為疫神瘟鬼。

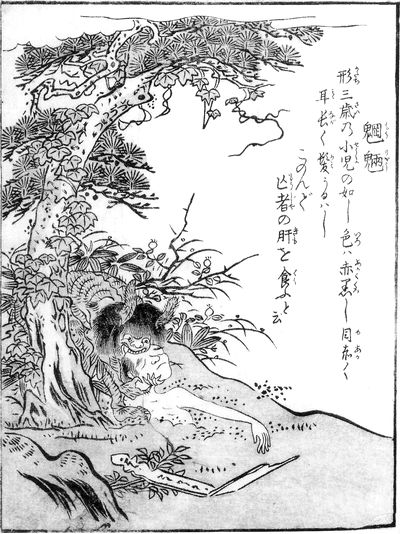
鳥山石燕的《今昔畫圖續百鬼》的魍魎

魍魎是顓頊最小的兒子，《淮南子》形容“狀如三歲小兒，赤黑色、赤目、赤爪、長耳、美髮”。干寶《搜神記》卷十六稱：“昔顓頊氏有三子，死而為疫鬼。一居江水，為瘧鬼；一居若水，為魍魎鬼；一居人宮室，善驚人小兒，為小鬼。”
魍魉又寫為罔兩，是一種精怪，《說文解字》載“罔兩，山川之精物也”，《國語·魯》云“木石之怪曰：夔、魍魎”。
明 吴承恩《西游记》第三十七回：师父，我不是妖魔鬼怪，亦不是魍魉鬼怪了。

## 延伸阅读
[在维基数据编辑]
 《欽定古今圖書集成·博物彙編·禽蟲典·魍魎部》，出自陈梦雷《古今圖書集成》

## 参看
- 魑魅
- 魑魅魍魎
- 魍魎之匣（もうりょうのはこ） - 京極夏彦著
- 一目五先生
- 哪吒传奇
- 日本妖怪列表
- 中国妖怪列表